# Alfred P. Wolf

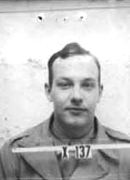
Alfred P. Wolf zur Zeit des Manhattan-Projekts

Alfred P. Wolf (* 23. Februar 1923 in Manhattan; † 17. Dezember 1998) war ein US-amerikanischer Chemiker.
Der Vater von Wolf war ein deutscher Bäcker auf einem Passagierdampfer und blieb mit seiner Frau in New York hängen, als der Erste Weltkrieg ausbrach. Wolf studierte an der Columbia University, unterbrochen vom Zweiten Weltkrieg, in dem er im Manhattan-Projekt unter Richard W. Dodson in Los Alamos arbeitete. Danach setzte er sein Studium wieder an der Columbia University bei William von Eggers Doering fort. Anschließend forschte er am Brookhaven National Laboratory, insbesondere bei der Verwendung von Kohlenstoffisotopen (wie C14 und später C 11 mit niedrigeren Strahlungsdosen) bei der Untersuchung ungewöhnlicher organischer Reaktionen. Unter anderem widmete er sich auch dem schwierigen Problem der Synthese von Tetrahedran und untersuchte die Reaktion von Fluor mit Aromaten. Wolf baute am Brookhaven Labor eine weltweit angesehene chemische Forschergruppe auf. 1957 wurde er Senior Scientist in seinem Labor. Von 1983 bis 1987 stand er der Chemie-Abteilung in Brookhaven vor.
Er gab auch 30 Jahre lang Abendkurse in organischer Chemie an der School of General Studies der Columbia University.
Wolf war ein Pionier in der Entwicklung radioaktiver Tracer-Moleküle aus Reaktionen mit heißen Atomen (solchen mit hoher Translationsenergie). Sein in seiner Gruppe 1976 (mit Tatsuo Ido, Joanna Fowler) entwickelter Radiotracer FDG mit Fluor 18 wird häufig in der Positronen-Emissions-Tomographie (PET) verwendet. Der Vorschlag der Verwendung für diese Zwecke kam von Wolf, nachdem Louis Sokoloff zuvor entdeckt hatte, dass sich radioaktive Glucose-Analoga zur Aufzeichnung der Gehirnaktivität eigneten (wobei er noch Kohlenstoff-14 verwendete). Ein anderes häufig von ihm benutztes Isotop war Kohlenstoff-11.
1971 erhielt er den Glenn T. Seaborg Award for Nuclear Chemistry. 1988 wurde er Mitglied der National Academy of Sciences. Er erhielt 1981 den Paul Aebersold Award der Society of Nuclear Medicine, 1991 den Hevesy Nuclear Medicine Pioneer Award und 1997 den Melvin Calvin Award der International Isotope Society. 1983 wurde er Ehrendoktor in Uppsala.